# Zaragoza–Huesca nagysebességű vasútvonal
A Zaragoza–Huesca nagysebességű vasútvonal egy 79,4 km hosszú, részben egyvágányú, részben kétvágányú nagysebességű, normál (1435 mm-es) és széles (1668 mm-es) nyomtávolságú, fonódott, 25 kV 50 Hz-cel villamosított vasútvonal Spanyolországban.. Az 1435 mm-es vágányokon AVE vonatok közlekednek 200 km/h sebességgel és villamos vontatással, az 1668 mm-es vágányokon pedig egyéb vonatok dízelvontatással.

## A pálya

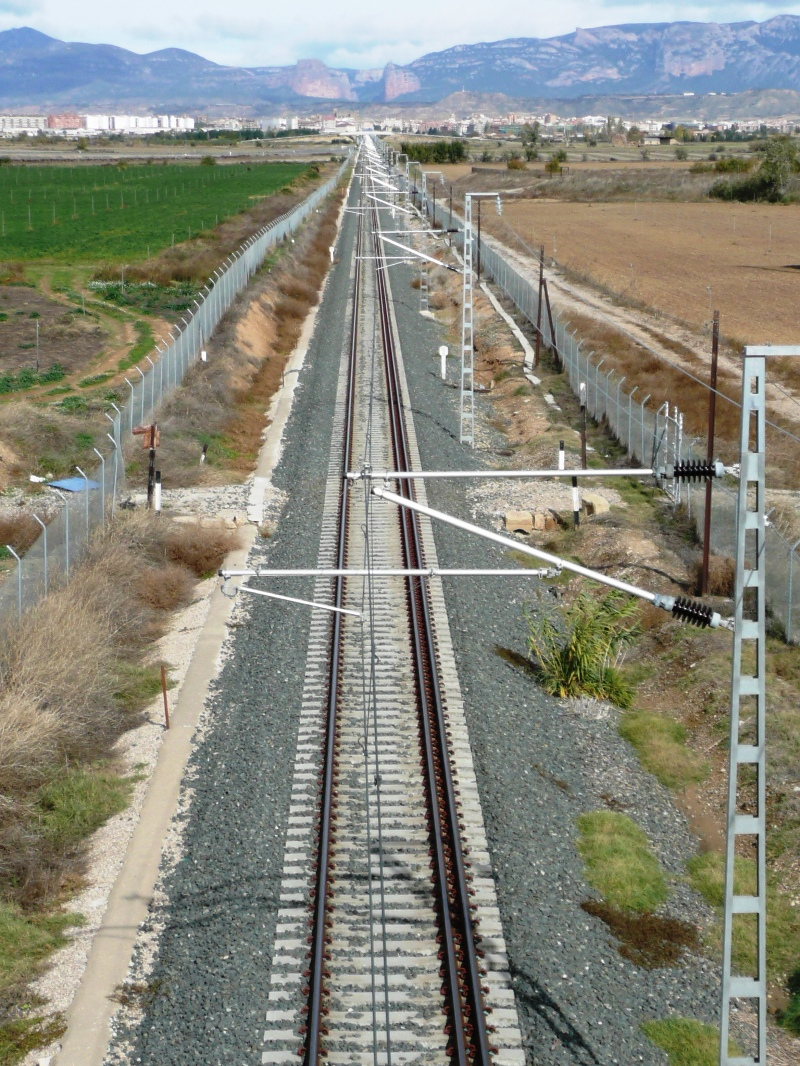
Fonódott vágányok a vonalon

Zaragosa és Tardienta között a meglévő 3 kV egyenárammal villamosított széles nyomtávolságú pálya mellé épült az új normál nyomtávolságú, 25 kV-tal villamosított vasúti pálya. Az építési munkákat két részre osztották: először egy 31,2 km-es szakasz, majd később egy 27,5 szakasz épült meg. Tardienta után pedig az utolsó 20,7 km fonódott vágány. Ez a megoldás egyedülálló egész Európában.